# Kathrinhagen
Kathrinhagen is een plaats in de Duitse gemeente Auetal, deelstaat Nedersaksen, en telt 870 inwoners.